# Olympische Sommerspiele 1952/Teilnehmer (Trinidad und Tobago)
| Gelbes Symbol für Goldmedaillen mit stilisierten Olympischen Ringen | Graues Symbol für Silbermedaillen mit stilisierten Olympischen Ringen | Braundes Symbol für Bronzemedaillen mit stilisierten Olympischen Ringen |
| ------------------------------------------------------------------- | --------------------------------------------------------------------- | ----------------------------------------------------------------------- |
| —                                                                   | —                                                                     | 2                                                                       |

Trinidad und Tobago nahm an den Olympischen Sommerspielen 1952 in der finnischen Hauptstadt Helsinki mit zwei Sportlern teil.

## Medaillengewinner
Mit zwei gewonnenen Bronzemedaillen belegte das Team aus Trinidad und Tobago Platz 37 im Medaillenspiegel.

### Bronze
| Name(n)        | Sportart     | Wettkampf           |
| -------------- | ------------ | ------------------- |
| Rodney Wilkes  | Gewichtheben | Federgewicht        |
| Lennox Kilgour | Gewichtheben | Mittelschwergewicht |

## Teilnehmer nach Sportarten

### Gewichtheben
Federgewicht (bis 60 kg)
- Rodney Wilkes (59,30 kg)
Reißen: 90,0 kg / 95,0 kg / 100,0 kg; Stoßen: 90,0 kg / 97,5 kg / 100,0 kg; Drücken: 122,5 kg / 122,5 kg / 132,5 kg
gesamt: 322,5 kg (- 15,0 kg), Rang 3

Mittelschwergewicht (bis 90 kg)
- Lennox Kilgour (89,40 kg)
Reißen: 120,0 kg / 125,0 kg / 130,0 kg; Stoßen: 112,5 kg / 120,0 kg / 122,5 kg; Drücken: 147,5 kg / 155,0 kg / 157,5 kg
gesamt: 402,5 kg (- 42,5 kg), Rang 3